# Дрезднер
«Дре́зднер» (нім. «Dresdner SC») — німецький футбольний клуб з Дрездена. Заснований 30 квітня 1898 року.

## Досягнення
- Чемпіон Німеччини (2): 1943, 1944.
- Володар кубка Німеччини (2): 1940, 1941.
- Володар кубка НДР (1): 1958.